# Doische
Doische ist eine Gemeinde in der Provinz Namur im wallonischen Teil Belgiens.
Sie besteht aus den Ortsteilen Doische, Gimnee, Gochenée, Matagne-la-Grand, Matagne-la-Petite, Niverlée, Romerée, Soulme, Vaucelles und Vodelée.

## Weblinks

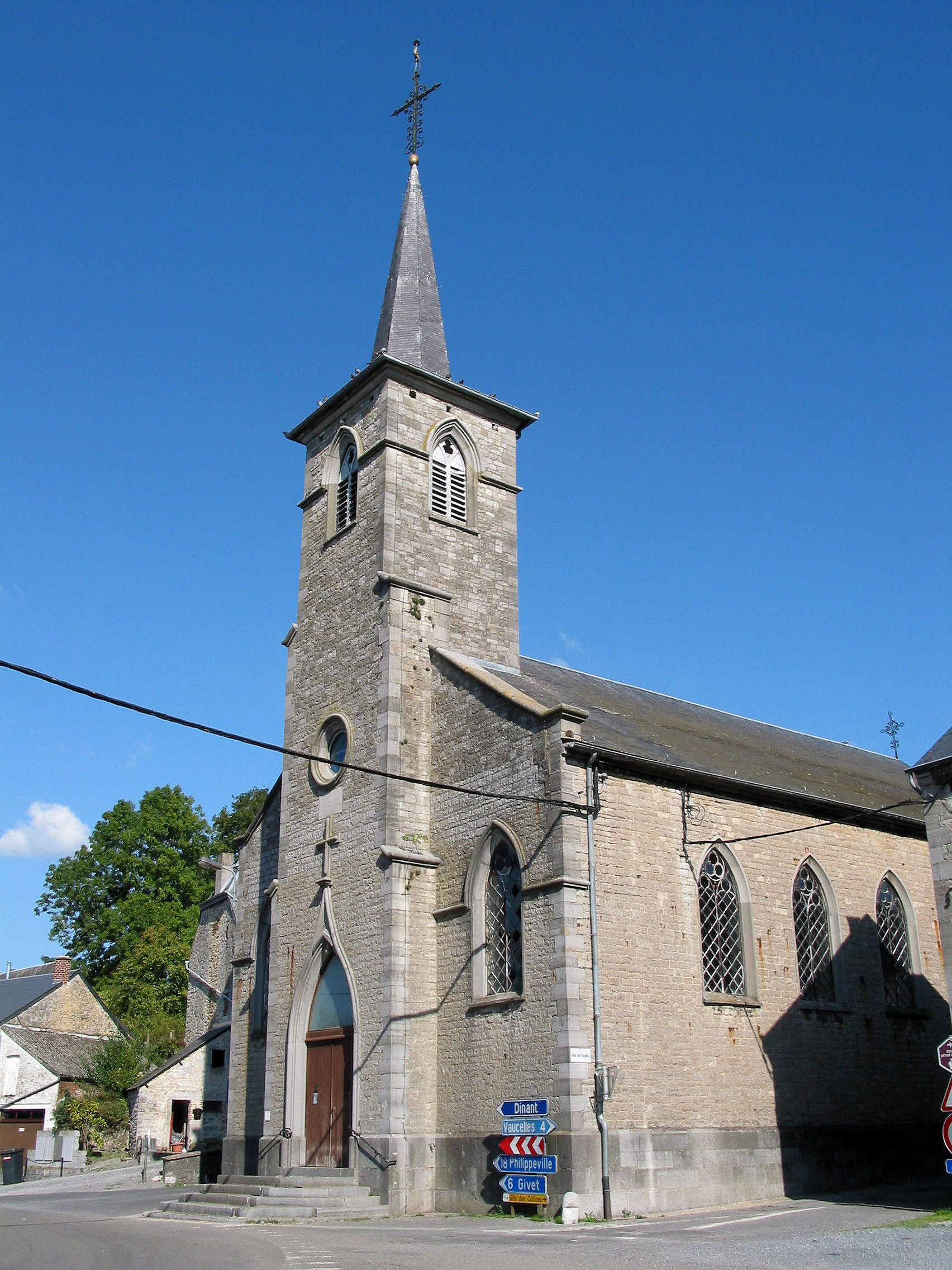
Doische, Kirche Saint-Georges.

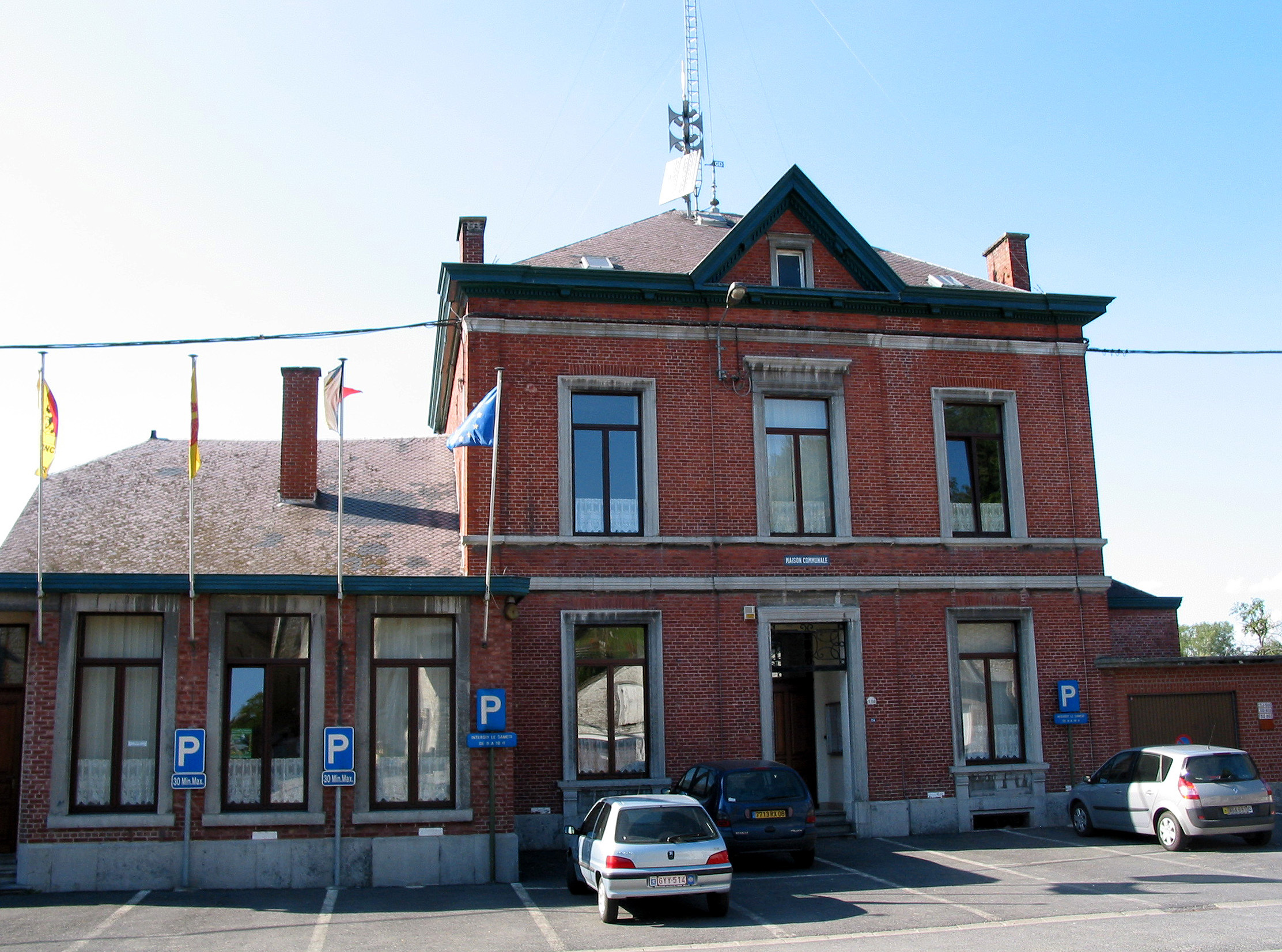
Doische, Rathaus.